# Pivovar Jehnice
Pivovar Jehnice byl pivovar v Brně v městské části Brno-Jehnice.

## Historie

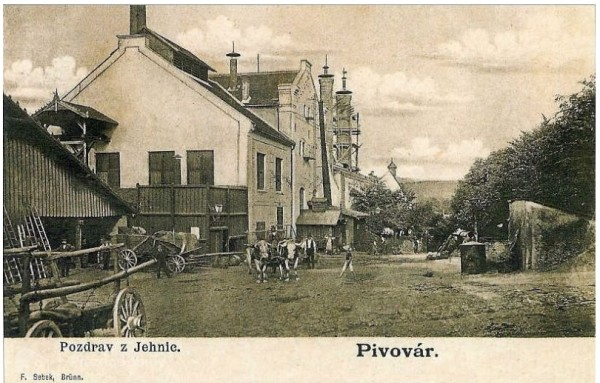
Jehnický pivovar na přelomu 19. a 20. století

První zpráva o pivovaru v Jehnicích pochází z roku 1685, kdy byl v řečkovické matriční knize uveden panský bednář Tomáš Tománek. Zdejší pivovar byl důležitou hospodářskou součástí zdejšího svobodného dvora. Ležel při poutní cestě z Řečkovic do Vranova, takže se zde s oblibou zastavovali poutníci. Před rokem 1754 byl jehnickým pivem zásobován i Špilberk.
Celý provoz byl podstatně zmodernizován v 80. letech 19. století majitelem jehnického velkostatku, brněnským průmyslníkem Theodorem von Offermannem. V roce 1886 postavil v blízkosti svého zámku novou budovu pivovaru s rozsáhlým dvorem před ní. V přízemí budovy se nacházela pivovarská restaurace, v patrech byly byty správce a sládka. Počátkem 20. století byla pro pivovar vybudována na blízkém potoku čistírna odpadních vod. Jehnice a jejich okolí byly od přelomu 19. a 20. století oblíbenou rekreační oblastí Brňanů, kteří sem mířili na vycházky a obvykle se také zastavovali na vyhlášené jehnické pivo. Roku 1924 prodala majitelka statku Adéla Bauerová jehnický pivovar se sladovnou a restaurací brněnské společnosti Moravia, tehdy druhému největšímu pivovarskému podniku v Brně. Moravia vařila v Jehnicích pivo i nadále, ve 30. letech také postavila novou výkonnější čističku. Zejména kvůli hospodářské krizi ale výroba piva klesala, navíc začala druhá světová válka. Provoz v jehnickém pivovaru tak byl ukončen 15. března 1943. Majitelem areálu se stal starobrněnský pivovar, zůstal však bez využití. V květnu 1945 byl těžce poškozen při osvobozovacích bojích. Výroba v pivovaru už obnovena nebyla, později sloužil sousednímu státnímu statku jako drůbežárna a sklad zeleniny, ve sklepích byly pěstovány žampiony. Po roce 1990 byl zařazen mezi brownfieldy.
V roce 2015 byla zahájena přestavba areálu pivovaru na rezidenční komplex. Zachována zůstala budova z roku 1886, která byla přebudována na bytový dům, jenž byl v okolí doplněn dalšími moderními bytovými domy.